# Вартоломеј
Вартоломеј или Бартоломеј (арам. תולמי‎‎‎‎‎-בר‎‎; bar-Tôlmay — син Толмаја) је био један од Исусових дванаест апостола.
Сматра се да су Вартоломеј и Натанаило једна иста личност. Наиме, Натанаило помиње се као један од дванаесторице у Јовановом Јеванђељу, док се у осталим Јеванђелима помиње Вартоломеј. Заједно са апостолом Филипом и Филиповом сестром, девицом Маријамом - а неко време и са светим Јованом Богословом проповедао је Јеванђеље најпре у Азији, потом у Индији и, најзад, у Јерменији, где је и мученички страдао. У хришћанској традицији помиње се да су ови апостоли у Јерапољу молитвом умртвили велику змију, коју су незнабошци у храму држали и обожавали, као и да су у истом том граду молитвом дали вид Стахију, који је четрдесет година био слеп. Ту су многобошци устали против њих па Филипа и Вартоломеја распели на крст (Вартоломеја наопако). Тада се догодио земљотрес, од кога су многи погинули. Пошто су мислили да је то Божија казна многи су дошли да скину апостоле са крстова, али Филип је већ преминуо, док је Вартоломеј био још жив. После тога Вартоломеј је отишао у Индију, где је проповедао и Јеванђеље по Матеју превео на индијски језик. Затим је отишао у Јерменију. Хришћани верују да је тамо исцелио ћерку цареву од лудила, али да је завидљиви брат царев Астијаг ухватио Вартоломеја и распео на крст, па му онда кожу одрао и најзад главу одсекао. Тело његово хришћани су сахранили у оловни сандук. Многобошци су бацили сандук у море јер су хришћани тврдили да се над његовим моштима догађају многа чуда. У хришћанској традицији помиње се да је вода донела сандук до Липарских острва, где га је епископ Агатон, по откровењу у сну, дочекао и сахранио у храму. Потом су мошти овог апостола преношене у Беневенто па у Рим.
Српска православна црква слави га 11. јуна по црквеном, а 24. јуна по грегоријанском календару.